# Kensington-Schloss

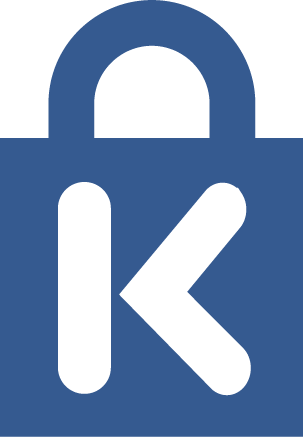
Kensington-Schloss-Symbol

Ein Kensington-Schloss ist ein Schloss zur Diebstahlsicherung von mobilen Geräten wie Notebooks, Videoprojektoren und Flachbildschirmen, das ursprünglich von der Firma Kensington hergestellt wurde. Die Bezeichnung hat sich aber als stehender Begriff für Schlösser etabliert, die nach diesem Prinzip arbeiten. Geräte, die mit einem der besagten Schlösser gesichert werden können, weisen oft ein Symbol in Form eines Schlosses auf, in dem sich ein K befindet.

## Funktionsweise
Geräte, die mittels dieser Technik gesichert werden können, sind mit einer etwa 3 × 7 mm großen Öffnung am Gehäuse versehen, in die das Schloss in geöffnetem Zustand eingeführt wird. Das Schloss ist meist mit einem Drahtseil ausgestattet, das am Ende eine Öse aufweist. So kann das Drahtseil um Verankerungen geschlungen und somit an Gegenständen (z. B. einem Möbelstück) befestigt werden.

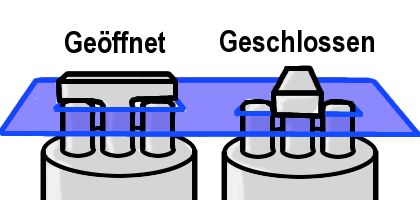
Das Verschlussprinzip eines Kensington-Schlosses

Der Sperrmechanismus kann in Form einer T-förmigen Kupplung ausgeführt sein, die durch eine Drehung um 90° mit der Öffnung verschränkt wird. Ein weiterer möglicher Mechanismus arbeitet ähnlich einer Pinzette, wobei die Sperrhaken im zusammengeschobenen Zustand durch die Öffnung am Gerät passen, im offenen (entspannten) Zustand aber ein Herausziehen unmöglich machen.
Der Großteil der Kensington-Schlösser wird mit einem Schlüssel abgesperrt. Dabei sind Bramahschlösser und Stiftschlösser üblich. Es gibt ferner Modelle mit Zahlenschloss.

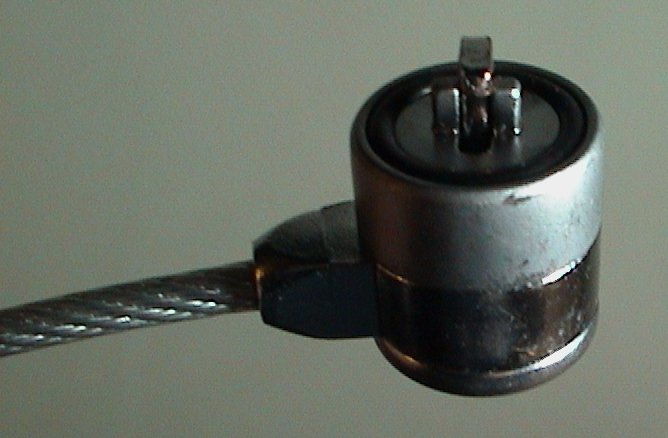
Ein Kensington-Schloss im geschlossenen Zustand.
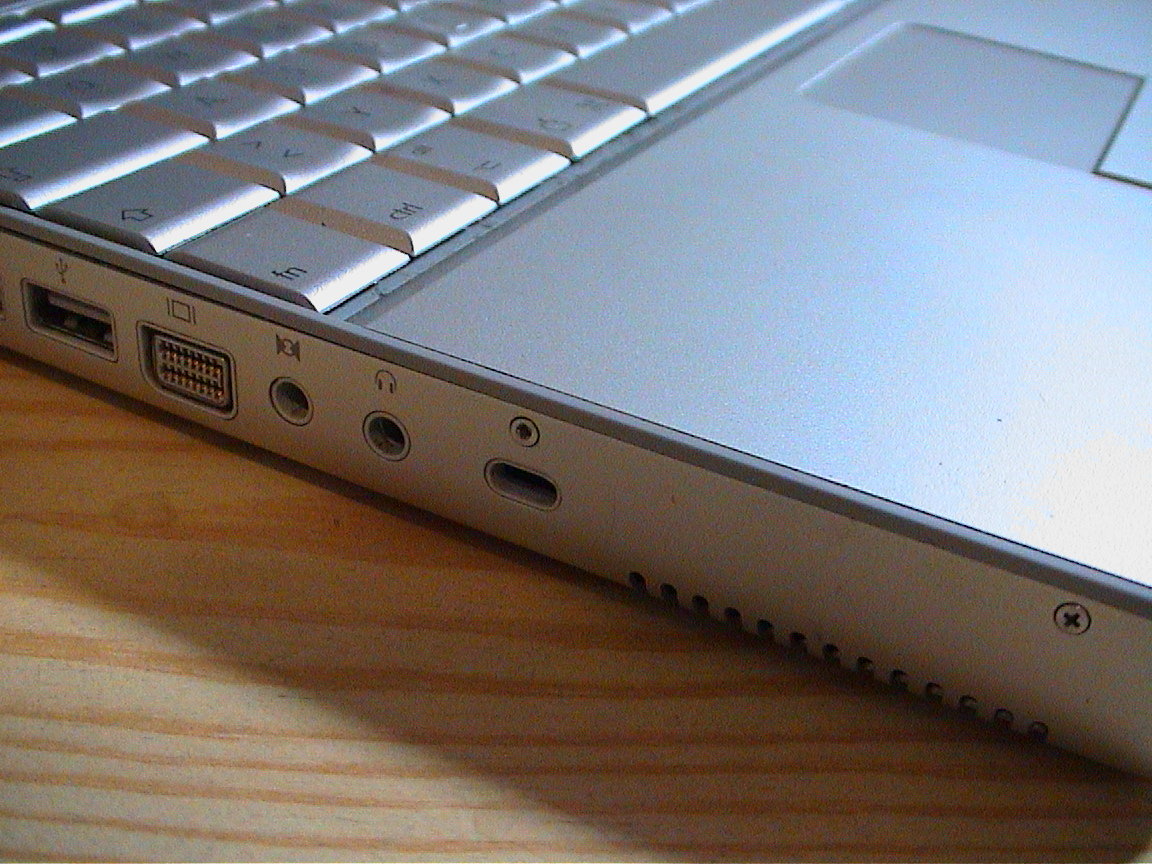
Die Gehäuseöffnung zum Anbringen eines Kensington-Lock an einem Notebook.
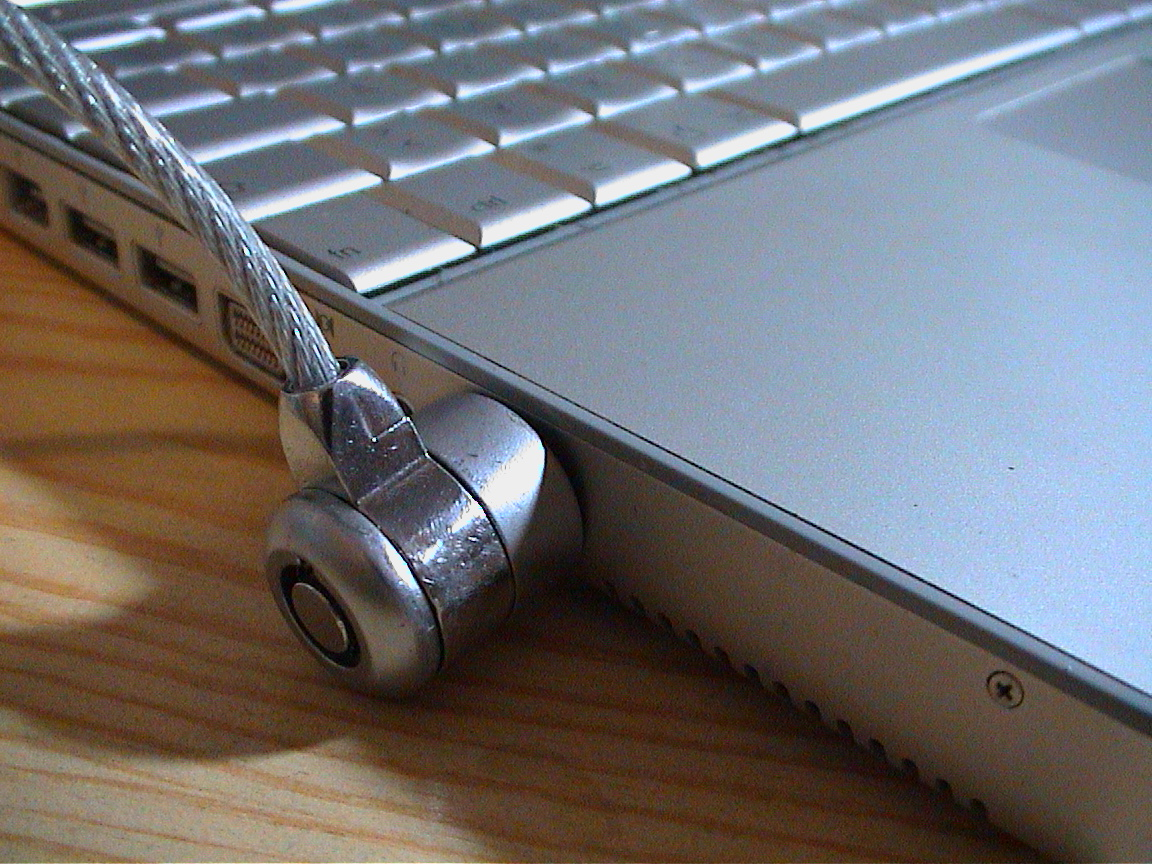
Ein Notebook, das mittels eines Kensington Lock vor Diebstahl geschützt ist.

## Sicherheit
Das Kensington-Schloss ist nur so sicher wie die Befestigung am Gerät. Bei einigen Geräten sind die Öffnungen für das Schloss nur in Plastik gefräst, so dass ein Herausbrechen sehr einfach ist. Bei höherwertigen Geräten sind die Stellen meist mit Metall hinterlegt oder so positioniert, dass ein Herausbrechen das Gerät unbrauchbar machen würde. Außerdem soll somit Hehlerei verhindert oder zumindest erschwert werden.
Das Stahlseil, das zum Sichern benutzt wird, stellt einen weiteren Schwachpunkt dar. Es ist selten dicker als 3 mm, sodass es mit geeignetem Werkzeug leicht zu durchtrennen ist. Die billige Rundschlüssel-Variante des Schlosses lässt sich relativ einfach „knacken“.

## Varianten
Es gibt mittlerweile mehrere Varianten, um bei modernen Geräten den für das Schloss benötigten Platz zu reduzieren.
HP, Lenovo und ASUS nutzen bei neueren Artikeln einen etwa 70 % kleineren "Nano Slot", in welchen nicht mehr die bisherigen Kensington Schlösser passen, sondern Kensington NanoSaver®-Schlösser benötigt werden.
Zu erkennen sind diese Schlösser an einem etwas geänderten Logo: Das K ist in einem stilisierten sechseckigem Schloss.